# SNTP
SNTP (англ. Simple Network Time Protocol) — протокол синхронизации времени по компьютерной сети. Является упрощённой реализацией протокола NTP. Используется во встраиваемых системах и устройствах, не требующих высокой точности, а также в пользовательских программах точного времени. SNTP протокол является частным случаем NTP протокола с некоторыми упрощениями. Таким образом SNTP клиент может обращаться к любому NTP-серверу, как к серверу SNTP.

## Формат времени
В протоколе SNTP используется одинаковый с протоколом NTP формат представления времени — 64-битное число, состоящее из 32-битного счётчика секунд и 32-битного счётчика долей секунд. Нулевое значение счётчика времени соответствует нулю часов 1 января 1900 г., 6 ч 28 м 16 с 7 февраля 2036 г. и т. д. Для успешного функционирования протокола необходимо, чтобы клиент знал своё время в пределах ±34 лет относительно времени сервера.

## Формат сообщения
| Байт  | 0                       | 1                       | 2                       | 3                       | 4                       | 5                       | 6                       | 7                       | 8                       | 9                       | 10                      | 11                      | 12                      | 13                      | 14                      | 15                      | 16                      | 17                      | 18                      | 19                      | 20                      | 21                      | 22                      | 23                      | 24                      | 25                      | 26                      | 27                      | 28                      | 29                      | 30                      | 31                      |
| ----- | ----------------------- | ----------------------- | ----------------------- | ----------------------- | ----------------------- | ----------------------- | ----------------------- | ----------------------- | ----------------------- | ----------------------- | ----------------------- | ----------------------- | ----------------------- | ----------------------- | ----------------------- | ----------------------- | ----------------------- | ----------------------- | ----------------------- | ----------------------- | ----------------------- | ----------------------- | ----------------------- | ----------------------- | ----------------------- | ----------------------- | ----------------------- | ----------------------- | ----------------------- | ----------------------- | ----------------------- | ----------------------- |
| 0—3   | ИК                      | ИК                      | НВ                      | НВ                      | НВ                      | Режим                   | Режим                   | Режим                   | Страта                  | Страта                  | Страта                  | Страта                  | Страта                  | Страта                  | Страта                  | Страта                  | Интервал опроса         | Интервал опроса         | Интервал опроса         | Интервал опроса         | Интервал опроса         | Интервал опроса         | Интервал опроса         | Интервал опроса         | Точность                | Точность                | Точность                | Точность                | Точность                | Точность                | Точность                | Точность                |
| 4—7   | Задержка                | Задержка                | Задержка                | Задержка                | Задержка                | Задержка                | Задержка                | Задержка                | Задержка                | Задержка                | Задержка                | Задержка                | Задержка                | Задержка                | Задержка                | Задержка                | Задержка                | Задержка                | Задержка                | Задержка                | Задержка                | Задержка                | Задержка                | Задержка                | Задержка                | Задержка                | Задержка                | Задержка                | Задержка                | Задержка                | Задержка                | Задержка                |
| 8—11  | Дисперсия               | Дисперсия               | Дисперсия               | Дисперсия               | Дисперсия               | Дисперсия               | Дисперсия               | Дисперсия               | Дисперсия               | Дисперсия               | Дисперсия               | Дисперсия               | Дисперсия               | Дисперсия               | Дисперсия               | Дисперсия               | Дисперсия               | Дисперсия               | Дисперсия               | Дисперсия               | Дисперсия               | Дисперсия               | Дисперсия               | Дисперсия               | Дисперсия               | Дисперсия               | Дисперсия               | Дисперсия               | Дисперсия               | Дисперсия               | Дисперсия               | Дисперсия               |
| 12—15 | Идентификатор источника | Идентификатор источника | Идентификатор источника | Идентификатор источника | Идентификатор источника | Идентификатор источника | Идентификатор источника | Идентификатор источника | Идентификатор источника | Идентификатор источника | Идентификатор источника | Идентификатор источника | Идентификатор источника | Идентификатор источника | Идентификатор источника | Идентификатор источника | Идентификатор источника | Идентификатор источника | Идентификатор источника | Идентификатор источника | Идентификатор источника | Идентификатор источника | Идентификатор источника | Идентификатор источника | Идентификатор источника | Идентификатор источника | Идентификатор источника | Идентификатор источника | Идентификатор источника | Идентификатор источника | Идентификатор источника | Идентификатор источника |
| 16—19 | Время обновления        | Время обновления        | Время обновления        | Время обновления        | Время обновления        | Время обновления        | Время обновления        | Время обновления        | Время обновления        | Время обновления        | Время обновления        | Время обновления        | Время обновления        | Время обновления        | Время обновления        | Время обновления        | Время обновления        | Время обновления        | Время обновления        | Время обновления        | Время обновления        | Время обновления        | Время обновления        | Время обновления        | Время обновления        | Время обновления        | Время обновления        | Время обновления        | Время обновления        | Время обновления        | Время обновления        | Время обновления        |
| 20—23 | Время обновления        | Время обновления        | Время обновления        | Время обновления        | Время обновления        | Время обновления        | Время обновления        | Время обновления        | Время обновления        | Время обновления        | Время обновления        | Время обновления        | Время обновления        | Время обновления        | Время обновления        | Время обновления        | Время обновления        | Время обновления        | Время обновления        | Время обновления        | Время обновления        | Время обновления        | Время обновления        | Время обновления        | Время обновления        | Время обновления        | Время обновления        | Время обновления        | Время обновления        | Время обновления        | Время обновления        | Время обновления        |
| 24—27 | Начальное время         | Начальное время         | Начальное время         | Начальное время         | Начальное время         | Начальное время         | Начальное время         | Начальное время         | Начальное время         | Начальное время         | Начальное время         | Начальное время         | Начальное время         | Начальное время         | Начальное время         | Начальное время         | Начальное время         | Начальное время         | Начальное время         | Начальное время         | Начальное время         | Начальное время         | Начальное время         | Начальное время         | Начальное время         | Начальное время         | Начальное время         | Начальное время         | Начальное время         | Начальное время         | Начальное время         | Начальное время         |
| 28—31 | Начальное время         | Начальное время         | Начальное время         | Начальное время         | Начальное время         | Начальное время         | Начальное время         | Начальное время         | Начальное время         | Начальное время         | Начальное время         | Начальное время         | Начальное время         | Начальное время         | Начальное время         | Начальное время         | Начальное время         | Начальное время         | Начальное время         | Начальное время         | Начальное время         | Начальное время         | Начальное время         | Начальное время         | Начальное время         | Начальное время         | Начальное время         | Начальное время         | Начальное время         | Начальное время         | Начальное время         | Начальное время         |
| 32—35 | Время приёма            | Время приёма            | Время приёма            | Время приёма            | Время приёма            | Время приёма            | Время приёма            | Время приёма            | Время приёма            | Время приёма            | Время приёма            | Время приёма            | Время приёма            | Время приёма            | Время приёма            | Время приёма            | Время приёма            | Время приёма            | Время приёма            | Время приёма            | Время приёма            | Время приёма            | Время приёма            | Время приёма            | Время приёма            | Время приёма            | Время приёма            | Время приёма            | Время приёма            | Время приёма            | Время приёма            | Время приёма            |
| 36—39 | Время приёма            | Время приёма            | Время приёма            | Время приёма            | Время приёма            | Время приёма            | Время приёма            | Время приёма            | Время приёма            | Время приёма            | Время приёма            | Время приёма            | Время приёма            | Время приёма            | Время приёма            | Время приёма            | Время приёма            | Время приёма            | Время приёма            | Время приёма            | Время приёма            | Время приёма            | Время приёма            | Время приёма            | Время приёма            | Время приёма            | Время приёма            | Время приёма            | Время приёма            | Время приёма            | Время приёма            | Время приёма            |
| 40—43 | Время отправки          | Время отправки          | Время отправки          | Время отправки          | Время отправки          | Время отправки          | Время отправки          | Время отправки          | Время отправки          | Время отправки          | Время отправки          | Время отправки          | Время отправки          | Время отправки          | Время отправки          | Время отправки          | Время отправки          | Время отправки          | Время отправки          | Время отправки          | Время отправки          | Время отправки          | Время отправки          | Время отправки          | Время отправки          | Время отправки          | Время отправки          | Время отправки          | Время отправки          | Время отправки          | Время отправки          | Время отправки          |
| 44—47 | Время отправки          | Время отправки          | Время отправки          | Время отправки          | Время отправки          | Время отправки          | Время отправки          | Время отправки          | Время отправки          | Время отправки          | Время отправки          | Время отправки          | Время отправки          | Время отправки          | Время отправки          | Время отправки          | Время отправки          | Время отправки          | Время отправки          | Время отправки          | Время отправки          | Время отправки          | Время отправки          | Время отправки          | Время отправки          | Время отправки          | Время отправки          | Время отправки          | Время отправки          | Время отправки          | Время отправки          | Время отправки          |
| 48—51 | Ключ идентификации      | Ключ идентификации      | Ключ идентификации      | Ключ идентификации      | Ключ идентификации      | Ключ идентификации      | Ключ идентификации      | Ключ идентификации      | Ключ идентификации      | Ключ идентификации      | Ключ идентификации      | Ключ идентификации      | Ключ идентификации      | Ключ идентификации      | Ключ идентификации      | Ключ идентификации      | Ключ идентификации      | Ключ идентификации      | Ключ идентификации      | Ключ идентификации      | Ключ идентификации      | Ключ идентификации      | Ключ идентификации      | Ключ идентификации      | Ключ идентификации      | Ключ идентификации      | Ключ идентификации      | Ключ идентификации      | Ключ идентификации      | Ключ идентификации      | Ключ идентификации      | Ключ идентификации      |
| 52—55 | Дайджест сообщения      | Дайджест сообщения      | Дайджест сообщения      | Дайджест сообщения      | Дайджест сообщения      | Дайджест сообщения      | Дайджест сообщения      | Дайджест сообщения      | Дайджест сообщения      | Дайджест сообщения      | Дайджест сообщения      | Дайджест сообщения      | Дайджест сообщения      | Дайджест сообщения      | Дайджест сообщения      | Дайджест сообщения      | Дайджест сообщения      | Дайджест сообщения      | Дайджест сообщения      | Дайджест сообщения      | Дайджест сообщения      | Дайджест сообщения      | Дайджест сообщения      | Дайджест сообщения      | Дайджест сообщения      | Дайджест сообщения      | Дайджест сообщения      | Дайджест сообщения      | Дайджест сообщения      | Дайджест сообщения      | Дайджест сообщения      | Дайджест сообщения      |
| 56—59 | Дайджест сообщения      | Дайджест сообщения      | Дайджест сообщения      | Дайджест сообщения      | Дайджест сообщения      | Дайджест сообщения      | Дайджест сообщения      | Дайджест сообщения      | Дайджест сообщения      | Дайджест сообщения      | Дайджест сообщения      | Дайджест сообщения      | Дайджест сообщения      | Дайджест сообщения      | Дайджест сообщения      | Дайджест сообщения      | Дайджест сообщения      | Дайджест сообщения      | Дайджест сообщения      | Дайджест сообщения      | Дайджест сообщения      | Дайджест сообщения      | Дайджест сообщения      | Дайджест сообщения      | Дайджест сообщения      | Дайджест сообщения      | Дайджест сообщения      | Дайджест сообщения      | Дайджест сообщения      | Дайджест сообщения      | Дайджест сообщения      | Дайджест сообщения      |
| 60—63 | Дайджест сообщения      | Дайджест сообщения      | Дайджест сообщения      | Дайджест сообщения      | Дайджест сообщения      | Дайджест сообщения      | Дайджест сообщения      | Дайджест сообщения      | Дайджест сообщения      | Дайджест сообщения      | Дайджест сообщения      | Дайджест сообщения      | Дайджест сообщения      | Дайджест сообщения      | Дайджест сообщения      | Дайджест сообщения      | Дайджест сообщения      | Дайджест сообщения      | Дайджест сообщения      | Дайджест сообщения      | Дайджест сообщения      | Дайджест сообщения      | Дайджест сообщения      | Дайджест сообщения      | Дайджест сообщения      | Дайджест сообщения      | Дайджест сообщения      | Дайджест сообщения      | Дайджест сообщения      | Дайджест сообщения      | Дайджест сообщения      | Дайджест сообщения      |
| 64—67 | Дайджест сообщения      | Дайджест сообщения      | Дайджест сообщения      | Дайджест сообщения      | Дайджест сообщения      | Дайджест сообщения      | Дайджест сообщения      | Дайджест сообщения      | Дайджест сообщения      | Дайджест сообщения      | Дайджест сообщения      | Дайджест сообщения      | Дайджест сообщения      | Дайджест сообщения      | Дайджест сообщения      | Дайджест сообщения      | Дайджест сообщения      | Дайджест сообщения      | Дайджест сообщения      | Дайджест сообщения      | Дайджест сообщения      | Дайджест сообщения      | Дайджест сообщения      | Дайджест сообщения      | Дайджест сообщения      | Дайджест сообщения      | Дайджест сообщения      | Дайджест сообщения      | Дайджест сообщения      | Дайджест сообщения      | Дайджест сообщения      | Дайджест сообщения      |

- Индикатор коррекции (ИК) показывает предупреждение о будущей вставке или удалении секунды в последней минуте суток:

| ИК | Значение                                |
| -- | --------------------------------------- |
| 0  | Нет коррекции                           |
| 1  | Последняя минута будет иметь 61 секунду |
| 2  | Последняя минута будет иметь 59 секунд  |
| 3  | Время не синхронизировано               |

- Номер версии (НВ) — текущее значение 4.
- Режим:

| Режим | Значение                                     |
| ----- | -------------------------------------------- |
| 0     | Зарезервирован                               |
| 1     | Симметричный активный                        |
| 2     | Симметричный пассивный                       |
| 3     | Клиент                                       |
| 4     | Сервер                                       |
| 5     | Широковещательный                            |
| 6     | Зарезервирован для управляющих сообщений NTP |
| 7     | Зарезервирован для частного использования    |

- Страта — поле определено только для сообщений сервера:

| Страта | Значение                                         |
| ------ | ------------------------------------------------ |
| 0      | Поцелуй смерти (сервер не должен использоваться) |
| 1      | Первичная синхронизация                          |
| 2-15   | Вторичная синхронизация                          |
| 16-255 | Зарезервированно                                 |

- Интервал опроса — беззнаковое целое, двоичная экспонента которого показывает максимальный интервал между последовательными сообщениями в секундах. Определено только для сообщений сервера, допустимые значения от 4 (16 с) до 17 (около 36 ч).
- Точность — знаковое целое, двоичная экспонента которого показывает точность системных часов. Определено только для сообщений сервера, типичные значения от −6 до −20.
- Задержка — знаковое число с фиксированной запятой, находящейся между 15 и 16 знаками, показывающее полное время распространения сигнала туда и обратно до источника синхронизации сервера времени. Определено только для сообщений сервера.
- Дисперсия — беззнаковое число с фиксированной запятой, находящейся между 15 и 16 знаками, показывающее максимальную ошибку из-за нестабильности часов. Определено только для сообщений сервера.
- Идентификатор источника — источник синхронизации сервера, строка для страты 0 и 1, IP-адрес для вторичных серверов. Определено только для сообщений сервера.
- Время обновления — время, когда системные часы последний раз были установлены или скорректированны.
- Начальное время, время приёма, время отправки определены ниже.
- Ключ идентификации, дайджест сообщения — необязательные поля, используемые для аутентификации.

## Работа клиента
Клиент SNTP может работать в одноадресном, широковещательном и многоадресном режимах. В одноадресном режиме клиент посылает запрос (режим 3) и ждёт ответ (режим 4) от сервера. В широковещательном режиме клиент не посылает запросы, а ожидает сообщения (режим 5) от одного или нескольких серверов. В многоадресном режиме клиент посылает запрос (режим 3) по широковещательному адресу и ждёт ответ (режим 4) от одного или нескольких серверов. Первый ответивший сервер используется для последующих одноадресных запросов, остальные ответы игнорируются.
| Поле                    | Одно- многоадресный | Одно- многоадресный | Широковещательный |
| Поле                    | Запрос              | Ответ               | Широковещательный |
| ----------------------- | ------------------- | ------------------- | ----------------- |
| Индикатор коррекции     | 0                   | 0—3                 | 0—3               |
| Номер версии            | 1—4                 | из запроса          | 1—4               |
| Режим                   | 3                   | 4                   | 5                 |
| Страта                  | 0                   | 0—15                | 0—15              |
| Интервал опроса         | 0                   | игнорируется        | игнорируется      |
| Точность                | 0                   | игнорируется        | игнорируется      |
| Задержка                | 0                   | игнорируется        | игнорируется      |
| Дисперсия               | 0                   | игнорируется        | игнорируется      |
| Идентификатор источника | 0                   | игнорируется        | игнорируется      |
| Время обновления        | 0                   | игнорируется        | игнорируется      |
| Начальное время         | 0                   | см. описание        | игнорируется      |
| Время приёма            | 0                   | см. описание        | игнорируется      |
| Время отправки          | см. описание        | см. описание        | см. описание      |
| Аутентификация          | необязательно       | необязательно       | необязательно     |
| Дайджест сообщения      | необязательно       | необязательно       | необязательно     |

В одноадресном и многоадресном режиме клиент заполняет поля «НВ», «Режим» и, необязательно, «Время отправки». Остальные поля заполняются нулями. Сервер, получая запрос от клиента, подготавливает своё сообщение для ответа, копируя поле «Время отправки», указанное в запросе клиента, в поле «Начальное время», а также заполняет поля «Время приёма» и «Время отправки».  «Время прибытия» фиксируется клиентом в момент приёма ответа от сервера.
| Наименование    | Код | Когда генерируется                                                           |
| --------------- | --- | ---------------------------------------------------------------------------- |
| Начальное время | Т1  | Время отправки запроса клиентом (время у клиента, т.е. несинхронизированное) |
| Время приёма    | Т2  | Время приёма запроса сервером                                                |
| Время отправки  | Т3  | Время отправки ответа сервером                                               |
| Время прибытия  | Т4  | Время приёма ответа клиентом (время у клиента, т.е. несинхронизированное)    |

Клиент, получая ответ от сервера, в качестве текущего времени устанавливает T4 + t, где t - сдвиг локального времени. Этот сдвиг учитывает задержку передачи пакетов, в связи с чем синхронизированное время клиента максимально приближенно ко времени сервера. 
Сдвиг локального времени t и задержка передачи пакетов d вычисляется по формулам:
t = ((T2 - T1) + (T3 - T4)) / 2
d = (T4 - T1) - (T3 - T2)
Формула для сдвига t получается из следующего уравнения: T` = T4 + t = T3 + d/2
В широковещательном режиме клиент не получает информации о задержке распространения и коррекция не производится.